# Peter Dajnko
Peter Dajnko, né le 23 avril 1787 à Gornja Radgona (duché de Styrie) et mort le 22 février 1873 à Velika Nedelja (municipalité d'Ormož), est un prêtre catholique et un linguiste slovène.

## Biographie
Il étudie la théologie et la philosophie à l'université de Graz, puis devient chapelain de Gornja Radgona (1814-1831) et enfin curé paroissial de Velika Nedelja.
En 1824, dans un livre intitulé Lehrbuch der windischen Sprache (Méthode de la langue slovène), il propose un nouvel alphabet pour le slovène, destiné à remplacer l'alphabet Bohorič. Par la suite, il utilise cet alphabet dans tous ses livres. Introduit dans les écoles slovènes en 1831, l'alphabet de Dajnko est critiqué notamment par Anton Martin Slomšek et rapidement abandonné. 